# Max Heidegger
Maximilian Heidegger, detto Max (Los Angeles, 5 giugno 1997), è un cestista statunitense con cittadinanza israeliana naturalizzato austriaco.

## Biografia
Nato a Los Angeles, è figlio di Klaus Heidegger, ex sciatore alpino.